# Apparently Unaffected
Apparently Unaffected – czwarty studyjny album Marii Meny, wydany 14 listopada 2005 w Europie. Pochodzą z niego 4 single: "Miss You Love", "Just Hold Me", "Our Battles" oraz "Nevermind Me". 

## Lista utworów
1. "Internal Dialogue" – 2:53
2. "This Bottle of Wine" – 2:32
3. "Miss You Love" – 3:10
4. "Boytoy Baby" – 2:51
5. "If You'll Stay in My Past 1" – 1:09
6. "He's Hurting Me" feat. Gunnhild Sundli – 2:20
7. "Just Hold Me" – 4:24
8. "Long Time Coming" – 2:45
9. "If You'll Stay in My Past 2" – 1:19
10. "Nevermind Me" – 3:55
11. "These Shoes" – 1:54
12. "Our Battles" – 3:32
13. "Calm under the Waves" – 3:22
14. "If You'll Stay in My Past 3" – 1:00